# Eligiusz Pieczyński
Eligiusz Pieczyński (ur. 1934, zm. 28 sierpnia 2017) – polski hydrobiolog i poeta, doktor habilitowany.

## Życiorys

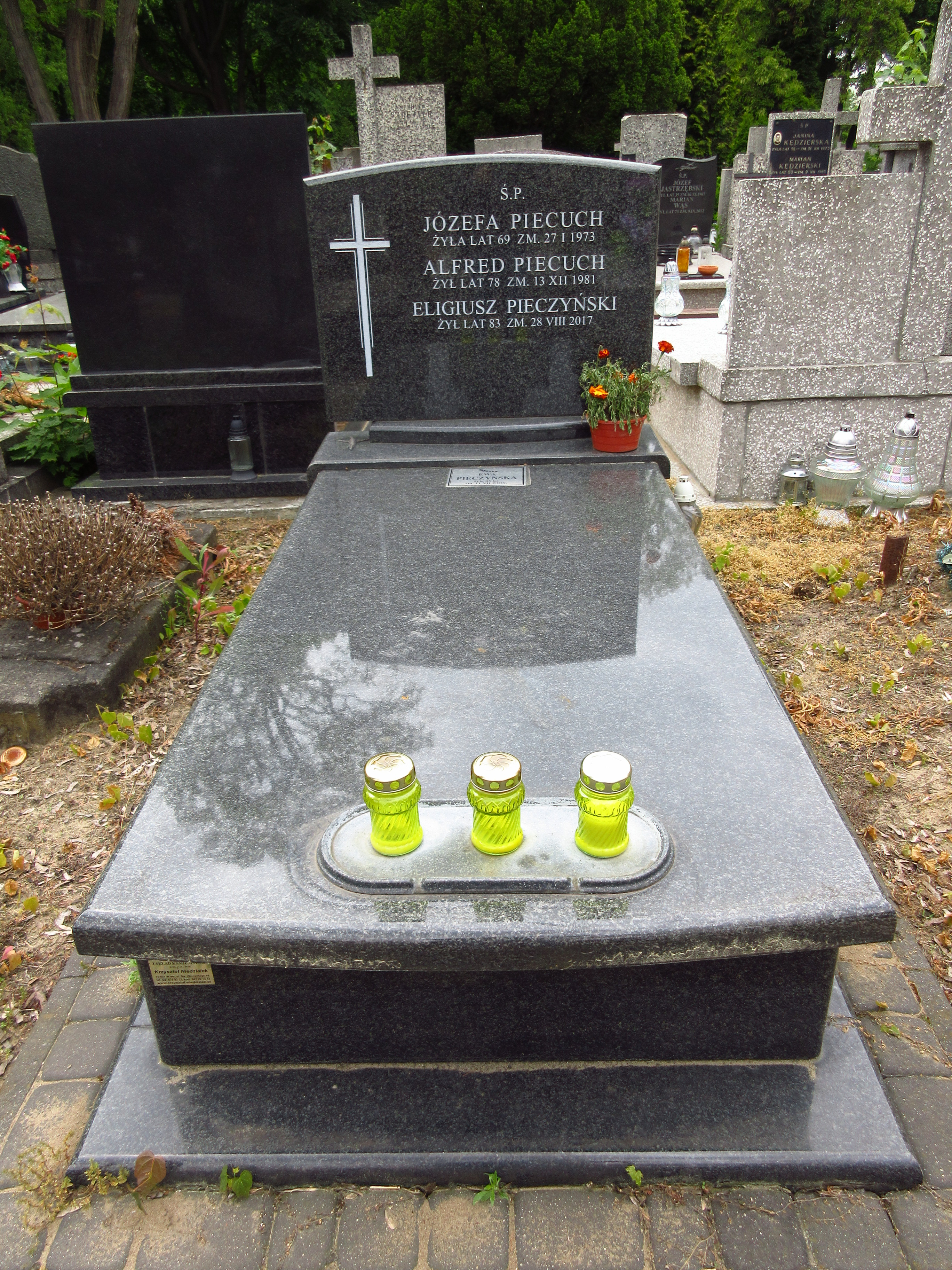
Grób profesora Eligiusza Pieczyńskiego na cmentarzu Bródnowskim

Obronił pracę doktorską, następnie habilitował się na podstawie oceny dorobku naukowego i pracy. Pracował w Centrum Badań Ekologicznych Polskiej Akademii Nauk, oraz pełnił funkcję redaktora Wiadomości Ekologicznych, a także był autorem wierszy takich jak: Lekcja, Twarz rzeczywistości, Głosy, Miniatury wierszem i prozą. Żonaty z Ewą Pieczyńską, również hydrobiolożką. Pochowany na cmentarzu Bródnowskim (kwatera 38F-3-26).

## Publikacje
- 1959: Wodopójki (Hydracarina) niektórych środowisk litoralowych jeziora Tajty oraz innych jezior mazurskich = Aquatic mites (Hydracarina) of some littoral environments of lake Tajty and other Mazurian lakes[6]
- 1999: Czarna Dama : w.[6]
- 2005: Co dalej?[6]
- 2006: Zawiłości istnienia : (wybór wierszy)[6]